# Katharina Förtsch von Thurnau
Katharina Förtsch von Thurnau war von 1409 bis 1410 Äbtissin des Klosters Himmelkron.
Katharina stammte aus der Familie von Förtsch von Thurnau. Zwei weitere Familienmitglieder sind als Nonnen des Klosters bekannt, darunter Margarethe, die Nichte der Äbtissin. Klosterbesitz um Thurnau deutet auf Schenkungen der Familie hin. Die Familie begann als Ministerialengeschlecht der Grafen von Orlamünde. Ein Grabstein in der Stiftskirche in Himmelkron mit dem Familienwappen wurde auf die Zeit vor 1300 datiert und deutet auf weitere frühe Verbindung der Familie zum Kloster hin. Das Familienwappen ist im Spitzenschnitt von Rot und Silber schrägrechts geteilt. Die Helmzier ist ein Bärenrumpf, später reduziert auf ein Tatzenpaar.